# Bizant (mitologia)
Bizant, (en grec antic Βύζας, Βύζαντας) segons la mitologia grega, és el fill de Posidó i de Ceròesa. La seva mare era filla d'Io i de Zeus, i havia nascut prop del lloc on més endavant hi hauria la ciutat anomenada Bizanci. Va fundar aquesta ciutat que rebé el seu nom i la va fortificar amb l'ajut de Posidó i Apol·lo. Quan Hemos, tirà de Tràcia, va atacar la ciutat, Bizant la va defensar i va perseguir l'enemic en retirada fins a l'interior de Tràcia. Però mentre perseguia als tracis, la ciutat va ser atacada pel rei d'Escítia, Òdrises, que va assetjar-la. Fidalia, l'esposa de Bizant, salvà la ciutat amb ajuda d'altres dones llançant sobre l'enemic una gran quantitat de serps. Fidalia va salvar una altra vegada la ciutat dels atacs del seu cunyat Estrombe.